# Lost in Kiev
Lost in Kiev — французький построк-гурт, створений у 2007 році у Парижі.
Перший альбом, Motions, був випущений у цифровому форматі 27 серпня 2012 р., а через кілька місяців був випущений у форматі компакт-диска та вінілу. Концептуальний альбом, задуманий як саундтрек до фільму, дав групі змогу заявити про себе та виступати на різних концертах у Франції, зокрема на розігріві Ef. Перший європейський тур із Zero Absolu привів групу у квітні 2013 р. на сцени Франції, Бельгії, Німеччини та Чехії.
Nuit noire, другий альбом, вийшов 2 вересня 2016 р. на лейблі Dunk!Records, після двох виступів під час фестивалю Dunk!Festival у Бельгії у 2013 та 2014 рр. Похмуріший за попередній, цей альбом є зрілішим і використовує електронні семпли. Цей альбом дав групі змогу розпочати новий тур Польщею, Бельгією, Великобританією, Німеччиною та Швейцарією.
У 2017 р. група виступала з Wolve у три дні французького туру норвезького блек-метал гурту Enslaved, перш ніж взяти участь у Dunk!Festival, таким чином виступивши на одній сцені з God Is an Astronaut, Pg.Lost і And So I Watch You from Afar.
Третій альбом під назвою Persona вийшов 26 квітня 2019 р. У 2022 р. група гастролює на розіграші Maserati у Франції, Бельгії, Нідерландах, Чехії, Німеччині та Великій Британії. Після повернення барабанщик Йоан Вермюлен оголошує про свій вихід із групи та представляє свого наступника, Жеремі Леграна.
Альбом Rupture вийшов 21 жовтня 2022 р.

## Склад

### Поточний склад
- Жеремі Легран — барабани, семпли (з 2022 р.)
- Максим Інгран — гітара, синтезатор
- Жан-Крістоф Кондетт — бас, синтезатор
- Дімітрі Денат — гітара

### Колишні учасники
- Йоанн Вермеулен — барабани, семпли (2007—2022)
- Філіп Халілян — гітара
- Julien Chaplet — синтезатор
- Крістіан Саймон — бас
- Вінсент Бедферт — гітара